# مرحلة المجموعات في دوري أبطال أوروبا 2005–06
لُعبت مرحلة المجموعات في دوري أبطال أوروبا 2005–06 ما بين 23 سبتمبر و7 ديسمبر لعام 2005.

## المجموعات
| مفاتيح الألوان                                                    |
| ----------------------------------------------------------------- |
| الفرق التي تأهلت إلى الدور الأول في الخروج المغلوب                |
| الفرق التي تأهلت إلى كأس الاتحاد الأوروبي 2005-06 في الدور الـ 32 |

جميع الأوقات حسب توقيت وسط أوروبا/توقيت وسط أوروبا الصيفي

### مجموعة A
| الفريق         | لعب | ف | ت | خ | له | عليه | ف.أ | النقاط |
| -------------- | --- | - | - | - | -- | ---- | --- | ------ |
| يوفنتوس        | 6   | 5 | 0 | 1 | 12 | 5    | +7  | 15     |
| بايرن ميونخ    | 6   | 4 | 1 | 1 | 10 | 4    | +6  | 13     |
| نادي كلوب بروج | 6   | 2 | 1 | 3 | 6  | 7    | −1  | 7      |
| رابيد فيينا    | 6   | 0 | 0 | 6 | 3  | 15   | −12 | 0      |

| رابيد فيينا | 0–1              | بايرن ميونخ      |
| ----------- | ---------------- | ---------------- |
|             | تقرير ماتش سينتر | باولو غيريرو 60' |

| نادي كلوب بروج   | 1–2              | يوفنتوس                              |
| ---------------- | ---------------- | ------------------------------------ |
| يولو-موتوندو 85' | تقرير ماتش سينتر | بافل نيدفيد 66' · ديفيد تريزيغيه 75' |

| يوفنتوس                                                        | 3–0              | رابيد فيينا |
| -------------------------------------------------------------- | ---------------- | ----------- |
| ديفيد تريزيغيه 27' · أدريان موتو 82' · زلاتان إبراهيموفيتش 85' | تقرير ماتش سينتر |             |

| بايرن ميونخ         | 1–0              | نادي كلوب بروج |
| ------------------- | ---------------- | -------------- |
| مارتن ديميكيليس 32' | تقرير ماتش سينتر |                |

| بايرن ميونخ                               | 2–1              | يوفنتوس                 |
| ----------------------------------------- | ---------------- | ----------------------- |
| سباستيان دايسلر 32' · مارتن ديميكيليس 39' | تقرير ماتش سينتر | زلاتان إبراهيموفيتش 90' |

| رابيد فيينا | 0–1              | نادي كلوب بروج    |
| ----------- | ---------------- | ----------------- |
|             | تقرير ماتش سينتر | بوسكو بالابان 75' |

| يوفنتوس                 | 2–1              | بايرن ميونخ         |
| ----------------------- | ---------------- | ------------------- |
| ديفيد تريزيغيه 62'، 85' | تقرير ماتش سينتر | سباستيان دايسلر 66' |

| نادي كلوب بروج                                          | 3–2              | رابيد فيينا                        |
| ------------------------------------------------------- | ---------------- | ---------------------------------- |
| خافيير بورتيو 6' · بوسكو بالابان 25' · غيرت فيرهاين 63' | تقرير ماتش سينتر | ماريك كينسل 1' · ستيفان هوفمان 81' |

| بايرن ميونخ                                              | 4–0              | رابيد فيينا |
| -------------------------------------------------------- | ---------------- | ----------- |
| سباستيان دايسلر 21' · علي كريمي 54' · روي ماكاي 72'، 77' | تقرير ماتش سينتر |             |

| يوفنتوس                | 1–0              | نادي كلوب بروج |
| ---------------------- | ---------------- | -------------- |
| أليساندرو دل بييرو 80' | تقرير ماتش سينتر |                |

| رابيد فيينا     | 1–3              | يوفنتوس                                               |
| --------------- | ---------------- | ----------------------------------------------------- |
| ماريك كينكل 52' | تقرير ماتش سينتر | أليساندرو دل بييرو 35'، 45' · زلاتان إبراهيموفيتش 42' |

| نادي كلوب بروج    | 1–1              | بايرن ميونخ         |
| ----------------- | ---------------- | ------------------- |
| خافيير بورتيو 32' | تقرير ماتش سينتر | كلاوديو بيتزارو 21' |

### مجموعة B
| الفريق         | لعب | ف | ت | خ | له | عليه | ف.أ | النقاط |
| -------------- | --- | - | - | - | -- | ---- | --- | ------ |
| نادي أرسنال    | 6   | 5 | 1 | 0 | 10 | 2    | +8  | 16     |
| أياكس أمستردام | 6   | 3 | 2 | 1 | 10 | 6    | +4  | 11     |
| نادي ثون       | 6   | 1 | 1 | 4 | 4  | 9    | −5  | 4      |
| سبارتا براغ    | 6   | 0 | 2 | 4 | 2  | 9    | −7  | 2      |

| سبارتا براغ             | 1–1              | أياكس أمستردام     |
| ----------------------- | ---------------- | ------------------ |
| ميروسلاف ماتوسوفيتش 66' | تقرير ماتش سينتر | ويسلي سنايدر 90+1' |

| نادي أرسنال                            | 2–1              | نادي ثون          |
| -------------------------------------- | ---------------- | ----------------- |
| جلبرتو سيلفا 51' · دينيس بيركامب 90+2' | تقرير ماتش سينتر | نيلسون فيريرا 53' |

| نادي ثون           | 1–0              | سبارتا براغ |
| ------------------ | ---------------- | ----------- |
| سيلفير هودزيتش 89' | تقرير ماتش سينتر |             |

| أياكس أمستردام     | 1–2              | نادي أرسنال                                 |
| ------------------ | ---------------- | ------------------------------------------- |
| ماركوس روزنبرغ 71' | تقرير ماتش سينتر | فريدريك ليونغبرغ 2' · روبير بيريز 69' (ض.ج) |

| أياكس أمستردام           | 2–0              | نادي ثون |
| ------------------------ | ---------------- | -------- |
| يانيس أناستاسيو 36'، 55' | تقرير ماتش سينتر |          |

| سبارتا براغ | 0–2              | نادي أرسنال         |
| ----------- | ---------------- | ------------------- |
|             | تقرير ماتش سينتر | تييري هنري 21'، 74' |

| نادي ثون                                   | 2–4              | أياكس أمستردام                                                                         |
| ------------------------------------------ | ---------------- | -------------------------------------------------------------------------------------- |
| ماورو لوسترينيلي 56' · أدريانو بيمينتا 74' | تقرير ماتش سينتر | ويسلي سنايدر 27' · يانيس أناستاسيو 63' · نايجل دي يونغ 90+1' · نور الدين البخاري 90+3' |

| نادي أرسنال                               | 3–0              | سبارتا براغ |
| ----------------------------------------- | ---------------- | ----------- |
| تييري هنري 23' · روبين فان بيرسي 82'، 86' | تقرير ماتش سينتر |             |

| أياكس أمستردام         | 2–1              | سبارتا براغ       |
| ---------------------- | ---------------- | ----------------- |
| نايجل دي يونغ 68'، 89' | تقرير ماتش سينتر | مارتين بيتراش 90' |

| نادي ثون | 0–1              | نادي أرسنال           |
| -------- | ---------------- | --------------------- |
|          | تقرير ماتش سينتر | روبير بيريز 88' (ض.ج) |

| سبارتا براغ | 0–0              | نادي ثون |
| ----------- | ---------------- | -------- |
|             | تقرير ماتش سينتر |          |

| نادي أرسنال | 0–0              | أياكس أمستردام |
| ----------- | ---------------- | -------------- |
|             | تقرير ماتش سينتر |                |

### مجموعة C
| الفريق        | لعب | ف | ت | خ | له | عليه | ف.أ | النقاط |
| ------------- | --- | - | - | - | -- | ---- | --- | ------ |
| نادي برشلونة  | 6   | 5 | 1 | 0 | 16 | 2    | +14 | 16     |
| فيردر بريمين  | 6   | 2 | 1 | 3 | 12 | 12   | 0   | 7      |
| نادي أودينيزي | 6   | 2 | 1 | 3 | 10 | 12   | −2  | 7      |
| باناثينايكوس  | 6   | 1 | 1 | 4 | 4  | 16   | −12 | 4      |

| نادي أودينيزي                    | 3–0   | باناثينايكوس |
| -------------------------------- | ----- | ------------ |
| فينتشينزو ياكوينتا 28'، 73'، 76' | تقرير |              |

| فيردر بريمين | 0–2   | نادي برشلونة                    |
| ------------ | ----- | ------------------------------- |
|              | تقرير | ديكو 13' · رونالدينيو 76' (ض.ج) |

| نادي برشلونة                              | 4–1   | نادي أودينيزي                     |
| ----------------------------------------- | ----- | --------------------------------- |
| رونالدينيو 13'، 32'، 90' (ض.ج) · ديكو 41' | تقرير | فيليبي دياز دا سيلفا دال بيلو 24' |

| باناثينايكوس                                        | 2–1   | فيردر بريمين       |
| --------------------------------------------------- | ----- | ------------------ |
| إيزكويل غونزالييس 5' (ض.ج) · إيفانغيلوس مانتزويس 8' | تقرير | ميروسلاف كلوزه 41' |

| باناثينايكوس | 0–0   | نادي برشلونة |
| ------------ | ----- | ------------ |
|              | تقرير |              |

| نادي أودينيزي         | 1–1   | فيردر بريمين                       |
| --------------------- | ----- | ---------------------------------- |
| أنتونيو دي ناتالي 86' | تقرير | فيليبي دال بيلو 64' (هدف في مرماه) |

| نادي برشلونة                                                    | 5–0   | باناثينايكوس |
| --------------------------------------------------------------- | ----- | ------------ |
| مارك فان بوميل 1' · صامويل إيتو 14'، 40'، 65' · ليونيل ميسي 34' | تقرير |              |

| فيردر بريمين                                                | 4–3   | نادي أودينيزي                                                 |
| ----------------------------------------------------------- | ----- | ------------------------------------------------------------- |
| ميروسلاف كلوزه 15' · فرانك باومان 24' · يوهان ميكو 51'، 67' | تقرير | أنتونيو دي ناتالي 54'، 57' · كريستيان شولز 60' (هدف في مرماه) |

| باناثينايكوس                    | 1–2   | نادي أودينيزي                              |
| ------------------------------- | ----- | ------------------------------------------ |
| كونستانتينوس كارالامبيديس 45+1' | تقرير | فينتشينزو ياكوينتا 81' · فنسنت كانديلا 83' |

| نادي برشلونة                                         | 3–1   | فيردر بريمين           |
| ---------------------------------------------------- | ----- | ---------------------- |
| غابري غارسيا 14' · رونالدينيو 26' · هنريك لارسون 71' | تقرير | تيم بوروفسكي 22' (ض.ج) |

| نادي أودينيزي | 0–2   | نادي برشلونة                              |
| ------------- | ----- | ----------------------------------------- |
|               | تقرير | سانتياغو أزكويرو 85' · أندريس إنييستا 90' |

| فيردر بريمين                                                                            | 5–1   | باناثينايكوس    |
| --------------------------------------------------------------------------------------- | ----- | --------------- |
| يوهان ميكو 2' (ض.ج) · نيلسون فالديز 28'، 31' · ميروسلاف كلوزه 51' · تورشتن فرينغس 90+1' | تقرير | ناسيف موريس 53' |

### مجموعة D
| الفريق          | لعب | ف | ت | خ | له | عليه | ف.أ | النقاط |
| --------------- | --- | - | - | - | -- | ---- | --- | ------ |
| نادي فياريال    | 6   | 2 | 4 | 0 | 3  | 1    | +2  | 10     |
| نادي بنفيكا     | 6   | 2 | 2 | 2 | 5  | 5    | 0   | 8      |
| نادي ليل        | 6   | 1 | 3 | 2 | 1  | 2    | −1  | 6      |
| مانشستر يونايتد | 6   | 1 | 3 | 2 | 3  | 4    | −1  | 6      |

| نادي فياريال | 0–0              | مانشستر يونايتد |
| ------------ | ---------------- | --------------- |
|              | تقرير ماتش سينتر |                 |

| نادي بنفيكا            | 1–0              | نادي ليل |
| ---------------------- | ---------------- | -------- |
| فابريتسيو ميكولي 90+2' | تقرير ماتش سينتر |          |

| نادي ليل | 0–0              | نادي فياريال |
| -------- | ---------------- | ------------ |
|          | تقرير ماتش سينتر |              |

| مانشستر يونايتد                      | 2–1              | نادي بنفيكا       |
| ------------------------------------ | ---------------- | ----------------- |
| ريان غيغز 35' · رود فان نيستلروي 85' | تقرير ماتش سينتر | سيماو سابروسا 59' |

| مانشستر يونايتد | 0–0              | نادي ليل |
| --------------- | ---------------- | -------- |
|                 | تقرير ماتش سينتر |          |

| نادي فياريال                 | 1–1              | نادي بنفيكا          |
| ---------------------------- | ---------------- | -------------------- |
| خوان رومان ريكيلمي 72' (ض.ج) | تقرير ماتش سينتر | مانويل فيرنانديز 77' |

| نادي ليل             | 1–0              | مانشستر يونايتد |
| -------------------- | ---------------- | --------------- |
| ميلنكو أسيموفيتش 38' | تقرير ماتش سينتر |                 |

| نادي بنفيكا | 0–1              | نادي فياريال    |
| ----------- | ---------------- | --------------- |
|             | تقرير ماتش سينتر | ماركوس سينا 81' |

| مانشستر يونايتد | 0–0              | نادي فياريال |
| --------------- | ---------------- | ------------ |
|                 | تقرير ماتش سينتر |              |

| نادي ليل | 0–0              | نادي بنفيكا |
| -------- | ---------------- | ----------- |
|          | تقرير ماتش سينتر |             |

| فياريال           | 1–0              | نادي ليل |
| ----------------- | ---------------- | -------- |
| أنتونيو غواري 67' | تقرير ماتش سينتر |          |

| نادي بنفيكا                                             | 2–1              | مانشستر يونايتد |
| ------------------------------------------------------- | ---------------- | --------------- |
| جيوفاني ديبيرسون ماوريسيو 16' · جيلبيرتو دوس سانتوس 34' | تقرير ماتش سينتر | بول سكولز 6'    |

### مجموعة E
| الفريق        | لعب | ف | ت | خ | له | عليه | ف.أ | النقاط |
| ------------- | --- | - | - | - | -- | ---- | --- | ------ |
| إيه سي ميلان  | 6   | 3 | 2 | 1 | 12 | 6    | +6  | 11     |
| نادي آيندهوفن | 6   | 3 | 1 | 2 | 4  | 6    | −2  | 10     |
| شالكه 04      | 6   | 2 | 2 | 2 | 12 | 9    | +3  | 8      |
| نادي فنربخشة  | 6   | 1 | 1 | 4 | 7  | 14   | −7  | 4      |

| إيه سي ميلان                        | 3–1              | نادي فنربخشة                 |
| ----------------------------------- | ---------------- | ---------------------------- |
| كاكا 18'، 87' · أندري شيفتشينكو 89' | تقرير ماتش سينتر | أليكساندرو دي سوزا 63' (ض.ج) |

| نادي آيندهوفن              | 1–0              | شالكه 04 |
| -------------------------- | ---------------- | -------- |
| يان فينغور أوف هيسلينك 33' | تقرير ماتش سينتر |          |

| شالكه 04                            | 2–2              | إيه سي ميلان                           |
| ----------------------------------- | ---------------- | -------------------------------------- |
| سورين لارسين 3' · حميد ألتينتوب 70' | تقرير ماتش سينتر | كلارنس سيدورف 1' · أندري شيفتشينكو 59' |

| نادي فنربخشة                                          | 3–0              | نادي آيندهوفن |
| ----------------------------------------------------- | ---------------- | ------------- |
| أليكساندرو دي سوزا 40' (ض.ج)، 68' · ستيفن أبياه 90+2' | تقرير ماتش سينتر |               |

| نادي فنربخشة                                           | 3–3              | شالكه 04                           |
| ------------------------------------------------------ | ---------------- | ---------------------------------- |
| فابيو لوسيانو 14' · مارسيو نوبري 73' · ستيفن أبياه 79' | تقرير ماتش سينتر | لينكولن 59'، 62' · كيفن كوراني 77' |

| إيه سي ميلان | 0–0              | نادي آيندهوفن |
| ------------ | ---------------- | ------------- |
|              | تقرير ماتش سينتر |               |

| شالكه 04                          | 2–0              | نادي فنربخشة |
| --------------------------------- | ---------------- | ------------ |
| كيفن كوراني 32' · ايبي ساند 90+2' | تقرير ماتش سينتر |              |

| نادي آيندهوفن      | 1–0              | إيه سي ميلان |
| ------------------ | ---------------- | ------------ |
| جيفرسون فارفان 12' | تقرير ماتش سينتر |              |

| نادي فنربخشة | 0–4              | إيه سي ميلان                       |
| ------------ | ---------------- | ---------------------------------- |
|              | تقرير ماتش سينتر | أندري شيفتشينكو 16'، 52'، 70'، 76' |

| شالكه 04                                    | 3–0              | نادي آيندهوفن |
| ------------------------------------------- | ---------------- | ------------- |
| ليفان كوبياتشفيلي 18' (ض.ج)، 72'، 79' (ض.ج) | تقرير ماتش سينتر |               |

| إيه سي ميلان                     | 3–2              | شالكه 04                         |
| -------------------------------- | ---------------- | -------------------------------- |
| أندريا بيرلو 42' · كاكا 52'، 60' | تقرير ماتش سينتر | كريستيان بولسن 44' · لينكولن 66' |

| نادي آيندهوفن                       | 2–0              | نادي فنربخشة |
| ----------------------------------- | ---------------- | ------------ |
| فيليب كوكو 14' · جيفرسون فارفان 85' | تقرير ماتش سينتر |              |

### مجموعة F
| الفريق          | لعب | ف | ت | خ | له | عليه | ف.أ | النقاط |
| --------------- | --- | - | - | - | -- | ---- | --- | ------ |
| أولمبيك ليون    | 6   | 5 | 1 | 0 | 13 | 4    | +9  | 16     |
| ريال مدريد      | 6   | 3 | 1 | 2 | 10 | 8    | +2  | 10     |
| نادي روزنبورغ   | 6   | 1 | 1 | 4 | 6  | 11   | −5  | 4      |
| نادي أولمبياكوس | 6   | 1 | 1 | 4 | 7  | 13   | −6  | 4      |

| أولمبيك ليون                                                | 3–0              | ريال مدريد |
| ----------------------------------------------------------- | ---------------- | ---------- |
| جون كارو 21' · جونينيو برنامبوكانو 26' · سيلفان ويلتورد 31' | تقرير ماتش سينتر |            |

| نادي أولمبياكوس                   | 1–3              | نادي روزنبورغ                                                                           |
| --------------------------------- | ---------------- | --------------------------------------------------------------------------------------- |
| أليخاندرو لوغو 19' (هدف في مرماه) | تقرير ماتش سينتر | بير سيليان شيلبريد 42' · ديميترس مافروغينديس 48' (هدف في مرماه) · أويفند ستروفلور 90+4' |

| نادي روزنبورغ | 0–1              | أولمبيك ليون                 |
| ------------- | ---------------- | ---------------------------- |
|               | تقرير ماتش سينتر | كريستيانو ماركيز غوميز 45+1' |

| ريال مدريد                              | 2–1              | نادي أولمبياكوس   |
| --------------------------------------- | ---------------- | ----------------- |
| راؤول غونزاليس 9' · روبيرتو سولدادو 86' | تقرير ماتش سينتر | بانتيلس كافيس 48' |

| ريال مدريد                                                                      | 4–1              | نادي روزنبورغ  |
| ------------------------------------------------------------------------------- | ---------------- | -------------- |
| جوناثان وودغيت 48' · راؤول غونزاليس 52' · إيفان هيليغيرا 68' · ديفيد بيكهام 82' | تقرير ماتش سينتر | رور ستراند 40' |

| أولمبيك ليون                            | 2–1              | نادي أولمبياكوس   |
| --------------------------------------- | ---------------- | ----------------- |
| جونينيو برنامبوكانو 4' · سيدني غوفو 89' | تقرير ماتش سينتر | بينتيلس كيفيس 84' |

| نادي روزنبورغ | 0–2              | ريال مدريد                          |
| ------------- | ---------------- | ----------------------------------- |
|               | تقرير ماتش سينتر | ميكائيل دورسن 26' (ه.ذ.) · غوتي 41' |

| نادي أولمبياكوس    | 1–4              | أولمبيك ليون                                                  |
| ------------------ | ---------------- | ------------------------------------------------------------- |
| هارونا بابنغيدا 3' | تقرير ماتش سينتر | جونينيو برنامبوكانو 41' · جون كارو 44'، 57' · محمدو ديارا 55' |

| ريال مدريد | 1–1              | أولمبيك ليون |
| ---------- | ---------------- | ------------ |
| غوتي 41'   | تقرير ماتش سينتر | جون كارو 72' |

| نادي روزنبورغ       | 1–1              | نادي أولمبياكوس |
| ------------------- | ---------------- | --------------- |
| ثورستين هيلستاد 88' | تقرير ماتش سينتر | ريفالدو 25'     |

| أولمبيك ليون                                    | 2–1              | نادي روزنبورغ    |
| ----------------------------------------------- | ---------------- | ---------------- |
| كريم بنزيما 33' · فريديريكو تشافيز غويديس 90+3' | تقرير ماتش سينتر | دانييل بروتن 68' |

| نادي أولمبياكوس               | 2–1              | ريال مدريد      |
| ----------------------------- | ---------------- | --------------- |
| إيرول بولوت 50' · ريفالدو 87' | تقرير ماتش سينتر | سيرخيو راموس 7' |

### مجموعة G
| الفريق       | لعب | ف | ت | خ | له | عليه | ف.أ | النقاط |
| ------------ | --- | - | - | - | -- | ---- | --- | ------ |
| نادي ليفربول | 6   | 3 | 3 | 0 | 6  | 1    | +5  | 12     |
| تشيلسي       | 6   | 3 | 2 | 1 | 7  | 1    | +6  | 11     |
| ريال بيتيس   | 6   | 2 | 1 | 3 | 3  | 7    | −4  | 7      |
| أندرلخت      | 6   | 1 | 0 | 5 | 1  | 8    | −7  | 3      |

| تشيلسي            | 1–0              | أندرلخت |
| ----------------- | ---------------- | ------- |
| فرانك لامبارد 19' | تقرير ماتش سينتر |         |

| ريال بيتيس | 1–2              | نادي ليفربول                               |
| ---------- | ---------------- | ------------------------------------------ |
| أرزو 51'   | تقرير ماتش سينتر | فلورينت سيناما بونغول 2' · لويس غارسيا 14' |

| نادي ليفربول | 0–0              | تشيلسي |
| ------------ | ---------------- | ------ |
|              | تقرير ماتش سينتر |        |

| أندرلخت | 0–1              | ريال بيتيس           |
| ------- | ---------------- | -------------------- |
|         | تقرير ماتش سينتر | ريكاردو أوليفيرا 69' |

| أندرلخت | 0–1              | نادي ليفربول    |
| ------- | ---------------- | --------------- |
|         | تقرير ماتش سينتر | جبريل سيسيه 20' |

| تشيلسي                                                                  | 4–0              | ريال بيتيس |
| ----------------------------------------------------------------------- | ---------------- | ---------- |
| ديدييه دروغبا 44' · ريكاردو كارفاليو 44' · جو كول 59' · هرنان كرسبو 64' | تقرير ماتش سينتر |            |

| نادي ليفربول                                              | 3–0              | أندرلخت |
| --------------------------------------------------------- | ---------------- | ------- |
| فيرناندو موريانتس 34' · لويس غارسيا 61' · جبريل سيسيه 89' | تقرير ماتش سينتر |         |

| ريال بيتيس        | 1–0              | تشيلسي |
| ----------------- | ---------------- | ------ |
| دانييل مارتين 28' | تقرير ماتش سينتر |        |

| أندرلخت | 0–2              | تشيلسي                                |
| ------- | ---------------- | ------------------------------------- |
|         | تقرير ماتش سينتر | هرنان كرسبو 8' · ريكاردو كارفاليو 15' |

| نادي ليفربول | 0–0              | ريال بيتيس |
| ------------ | ---------------- | ---------- |
|              | تقرير ماتش سينتر |            |

| تشيلسي | 0–0              | نادي ليفربول |
| ------ | ---------------- | ------------ |
|        | تقرير ماتش سينتر |              |

| ريال بيتيس | 0–1              | أندرلخت            |
| ---------- | ---------------- | ------------------ |
|            | تقرير ماتش سينتر | فينسنت كومباني 44' |

### مجموعة H
| الفريق         | لعب | ف | ت | خ | له | عليه | ف.أ | النقاط |
| -------------- | --- | - | - | - | -- | ---- | --- | ------ |
| إنتر ميلان     | 6   | 4 | 1 | 1 | 9  | 4    | +5  | 13     |
| نادي رينجرز    | 6   | 1 | 4 | 1 | 7  | 7    | 0   | 7      |
| نادي بيترزالكا | 6   | 1 | 3 | 2 | 5  | 9    | −4  | 6      |
| نادي بورتو     | 6   | 1 | 2 | 3 | 8  | 9    | −1  | 5      |

| نادي رينجرز                                                  | 3–2              | نادي بورتو    |
| ------------------------------------------------------------ | ---------------- | ------------- |
| بيتر لوفنكراندس 35' · دادو برشو 59' · سوتيريوس كيرغياكوس 85' | تقرير ماتش سينتر | بيبي 47'، 71' |

| نادي بيترزالكا | 0–1              | إنتر ميلان     |
| -------------- | ---------------- | -------------- |
|                | تقرير ماتش سينتر | خوليو كروز 17' |

| إنتر ميلان        | 1–0              | نادي رينجرز |
| ----------------- | ---------------- | ----------- |
| ديفيد بيتزارو 49' | تقرير ماتش سينتر |             |

| نادي بورتو                           | 2–3              | نادي بيترزالكا                                        |
| ------------------------------------ | ---------------- | ----------------------------------------------------- |
| لوتشو غونزاليز 32' · دييغو ريباس 39' | تقرير ماتش سينتر | بيتر بيتراس 45+1' · يان كوزاك 54' · بلازس بروبيلي 74' |

| نادي بورتو                                            | 2–0              | إنتر ميلان |
| ----------------------------------------------------- | ---------------- | ---------- |
| ماركو ماتيراتزي 22' (هدف في مرماه) · بيني ماكارثي 35' | تقرير ماتش سينتر |            |

| نادي رينجرز | 0–0              | نادي بيترزالكا |
| ----------- | ---------------- | -------------- |
|             | تقرير ماتش سينتر |                |

| إنتر ميلان                | 2–1              | نادي بورتو      |
| ------------------------- | ---------------- | --------------- |
| خوليو كروز 75' (ض.ج)، 82' | تقرير ماتش سينتر | هوغو ألميدا 16' |

| نادي بيترزالكا                   | 2–2              | نادي رينجرز                      |
| -------------------------------- | ---------------- | -------------------------------- |
| بلازس بروبيلي 8' · يان كوزاك 59' | تقرير ماتش سينتر | دادو برشو 3' · ستيفن تومبسون 44' |

| نادي بورتو         | 1–1              | نادي رينجرز      |
| ------------------ | ---------------- | ---------------- |
| ليساندرو لوبيز 60' | تقرير ماتش سينتر | روس ماكورماك 83' |

| إنتر ميلان                            | 4–0              | نادي بيترزالكا |
| ------------------------------------- | ---------------- | -------------- |
| لويس فيغو 28' · أدريانو 41'، 59'، 74' | تقرير ماتش سينتر |                |

| نادي رينجرز         | 1–1              | إنتر ميلان  |
| ------------------- | ---------------- | ----------- |
| بيتر لوفنكراندس 38' | تقرير ماتش سينتر | أدريانو 30' |

| نادي بيترزالكا | 0–0              | نادي بورتو |
| -------------- | ---------------- | ---------- |
|                | تقرير ماتش سينتر |            |

## روابط خارجية
- موسم 2005-06 في موقع اليويفا الرسمي